# Кумбия
Кумбия (исп. Cumbia) — колумбийский музыкальный стиль и танец, размер — 2/4 или 4/4. Существует в различных вариациях: колумбийская кумбия (исп. cumbia colombiana), панамская кумбия (исп. cumbia panameña), мексиканская кумбия (исп. cumbia mexicana) и др.

## Cumbia colombiana
Cumbia colombiana — фольклорный стиль музыки с колумбийского побережья Атлантики. Распространён в департаментах Атлантико, Боливар, Сукре, Кордова и частично Магдалена. В дальнейшем танцевальная форма данного стиля, с медленным ритмом и элементами эротики, распространилась по всей Латинской Америке. Танцевалась кумбия под аккомпанемент флейт (gaita, caña de millo), маракасов и тамбуринов, позже стали использоваться аккордеоны, гитары и другие виды барабанов, в новейшее время — трубы, саксофоны, контрабасы и электро-музыкальные инструменты. В оригинальной версии кумбия часто начинается с призыва, к примеру: «Eta e la cumbia! Je!», женщины держат зажжённые свечи.

## История

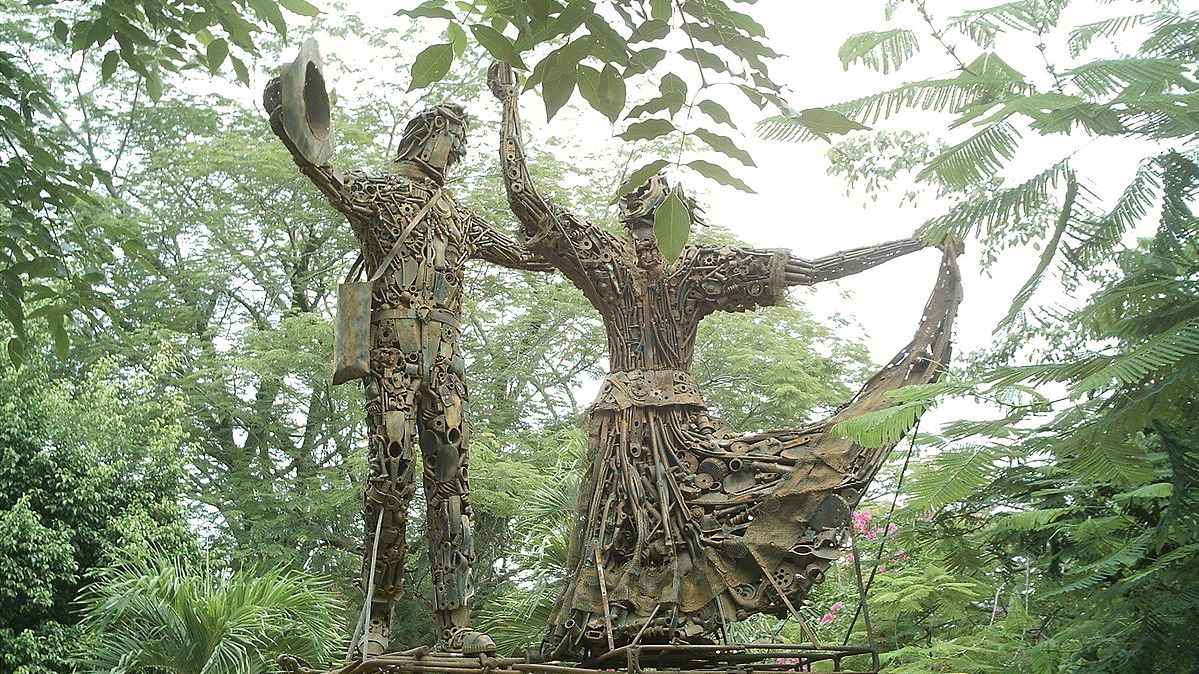
Памятник «Кумбия»

Название кумбия происходит от cumbé — либо перевода с одного из африканских языков слова «танец»[уточнить], либо названия африканского танца.
Танец и мелодия впервые появились в Колумбии и Панаме. Первоначально кумбия была развлечением бедных людей, но в 1960-х — 1970-х годах возникло массовое увлечение данным танцем, захватившее всю Латинскую Америку. Особенно популярным танец стал после выхода в свет фильма Рене Вильяреаля «Кумбия нас связала» (2007).

## Мелодия
Основными инструментами при исполнении кумбии являются африканские барабаны, туземные духовые инструменты и немецкие аккордеоны. Кроме того, музыка часто сопровождается пением.
Кумбия по ритму, стилистике и структуре танцевальных элементов родственна сальсе. Танцуют как в паре, так и соло.